# Xã Progress, Quận Wells, Bắc Dakota
Xã Progress (tiếng Anh: Progress Township) là một xã thuộc quận Wells, tiểu bang Bắc Dakota, Hoa Kỳ. Năm 2010, dân số của xã này là 20 người.